# Villa Amicitiae
Die Villa Amicitiae steht in der Moritzburger Straße 50 im Stadtteil Niederlößnitz der sächsischen Stadt Radebeul. Sie ist eines von mehreren Gebäuden, die der Bauunternehmer Karl Heinrich Claus in der näheren Umgebung errichten ließ.

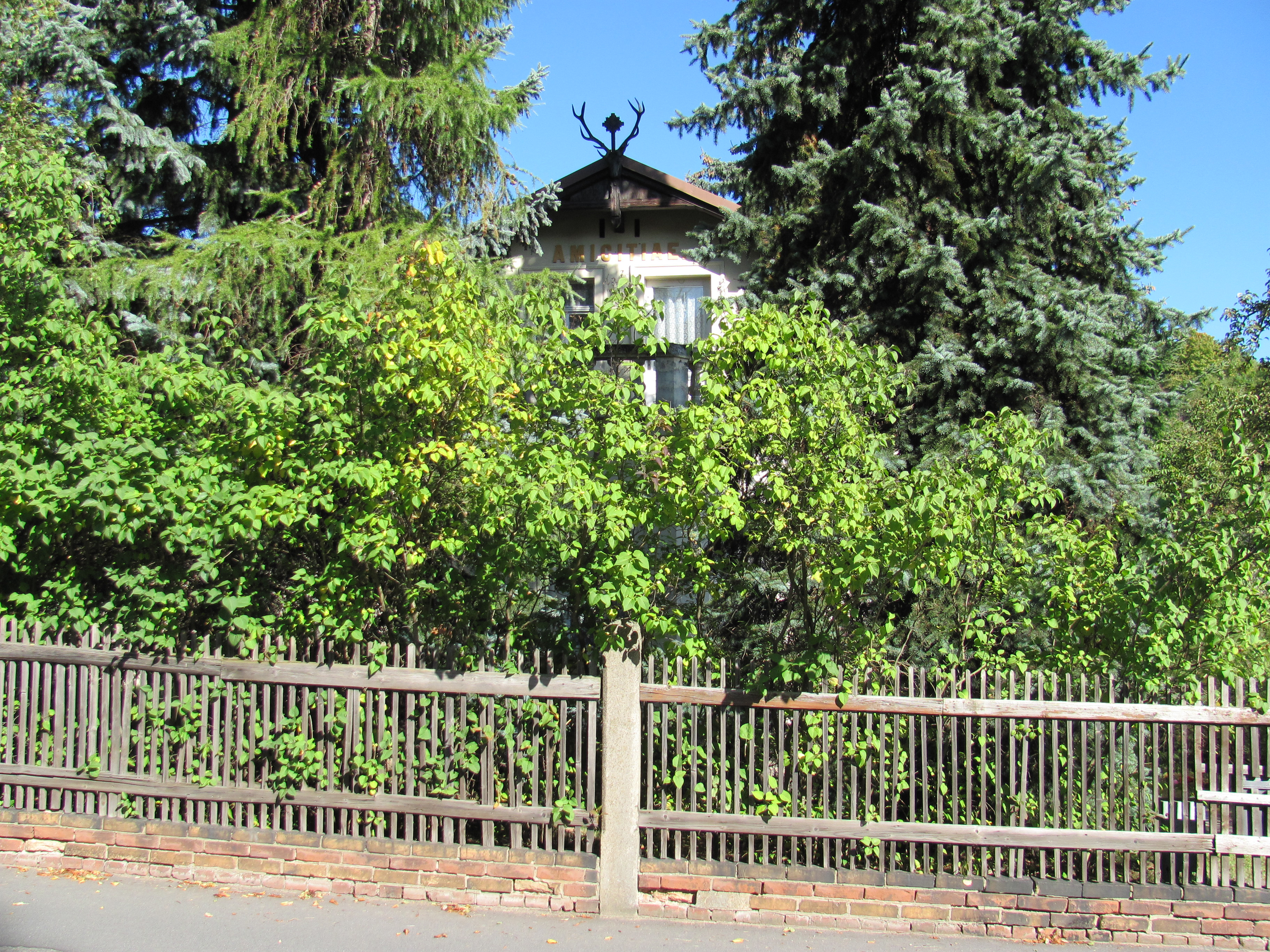
Villa Amicitiae

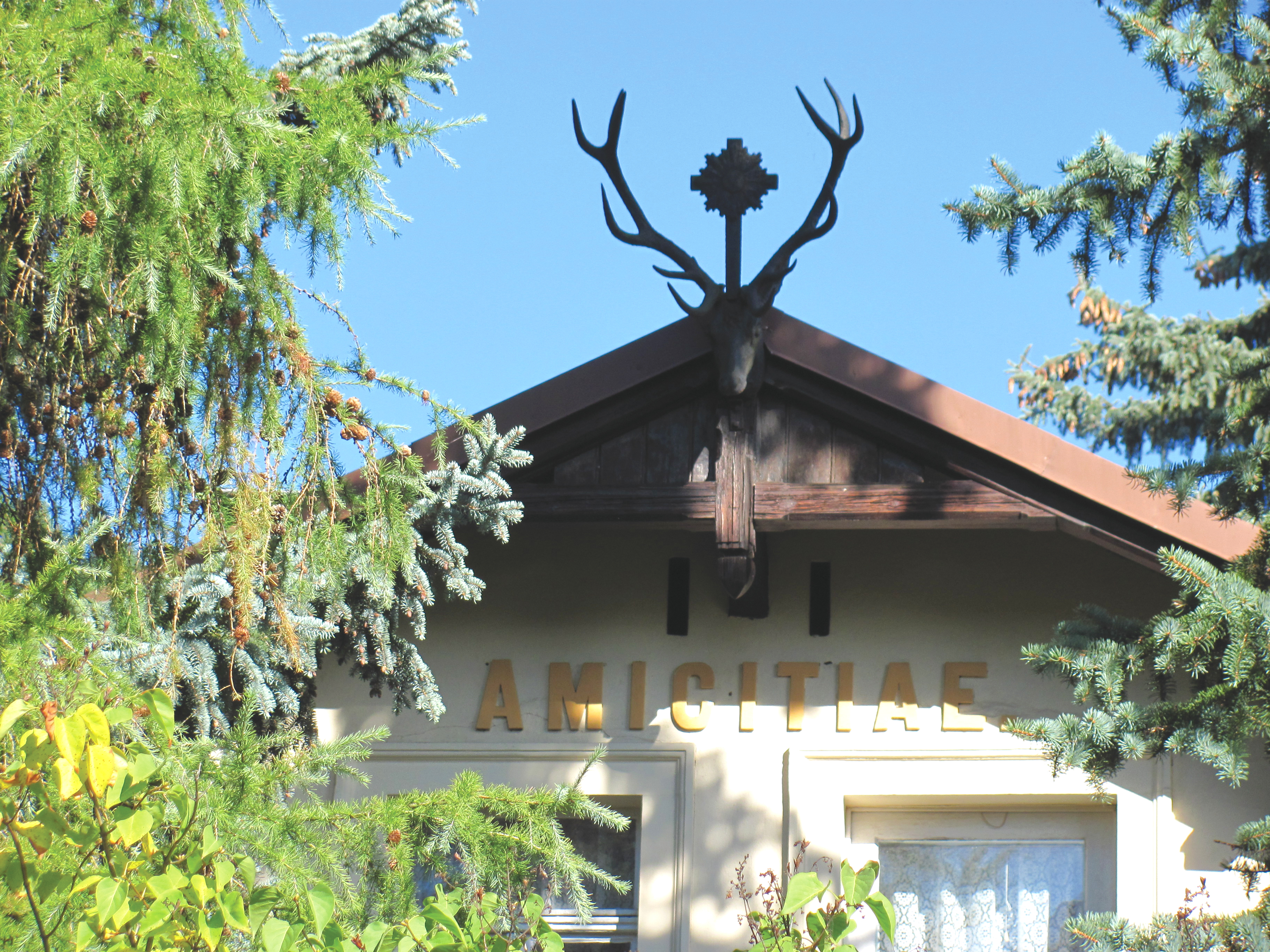
Villa Amicitiae: Häusername

## Beschreibung
Die eingeschossige, mitsamt Einfriedung denkmalgeschützte Villa ist ein kleines, landhausartiges Wohngebäude mit einem Drempel und einem Satteldach. In der Straßenansicht des Putzbaus befindet sich ein zweigeschossiger Mittelrisalit mit einem Sparrengiebel. Vor dem Risalit steht ein massiver, polygonaler Altan mit einer Balustrade. Im Giebel findet sich die Inschrift AMICITIAE. (lat. für den Dativ „der Freundschaft“). „Auch hier finden wir die Mode mit dem Punkt am Schluss. Wie sich der Inhalt der Schrift mit dem darüber befindlichen Geweih und dem Hubertussymbol vereinbart, bleibt das Geheimnis des Bauherrn …“.
Der Eingang in das Gebäude befindet sich auf der Rückseite. Das Wohnhaus ist verputzt, die Fenster werden von Sandsteingewänden eingefasst. Die Einfriedung ist ein Staketenzaun zwischen Betonpfeilern.

## Geschichte

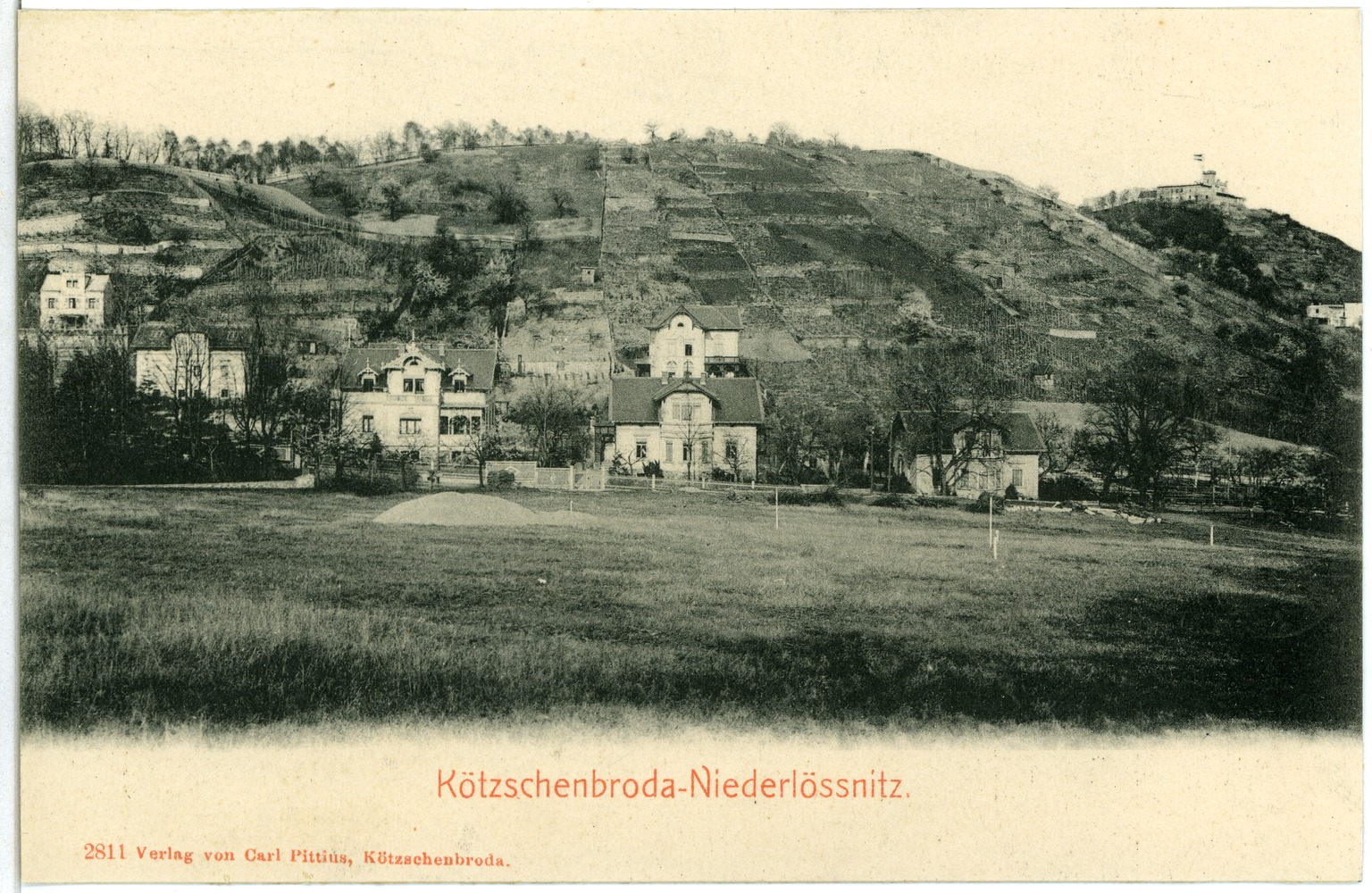
Villa Amicitiae (rechts, 1903). In der Bildmitte am Hang steht die Mietvilla Obere Bergstraße 82, oberhalb derer auf der Hangkante noch nicht der erst später erbaute Wasserturm zu sehen ist. Ganz rechts oben: die Friedensburg

Der Obsthändler und Bauunternehmer Karl Heinrich Claus beantragte im August 1898, durch den Baumeister Hugo Große ein Wohnhaus errichten zu dürfen. Die Baurevision für die Villa erfolgte im Juli 1899.

### Weitere Bauten von Karl Heinrich Claus in Niederlößnitz
Kurz vorher ließ sich Claus eine Villa in der Moritzburger Straße 60 bauen. Zur gleichen Zeit entstand dann die Mietvilla Moritzburger Straße 52 und mit etwa einem dreiviertel Jahr Verzug die Mietvilla Moritzburger Straße 54, alle drei ebenfalls durch Hugo Große. Bereits 1894 ließ sich Claus durch Adolf Neumann die Villa Hohe Straße 45 bauen. 1895/1896 folgte die Mietvilla Humboldtstraße 3 (Baumeister Moritz Große) und 1896/1897 die Mietvillen Humboldtstraße 5 und Humboldtstraße 7, beide durch die Bauunternehmung Gebrüder Große. Von diesen ist auch die Mietvilla Robert-Koch-Straße 3 in den Jahren 1897/1898.